# Мартін ван Меле
Моріс Франсуа Альфред Мартін ван Меле (12 жовтня 1863 — 5 вересня 1926), відоміший під псевдонімом Мартін ван Меле — французький художник початку XX ст., найбільше знаний як ілюстратор французьких перекладів творів Артура Конан Дойля та еротичної літератури.

## Біографія
Народився в Булонь-сюр-Сен, Франція, 12 жовтня 1863 року. Його батьком був художник і скульптор Луї Альфред Мартін, мати — Віржині Матільда Жанна ван Меле. Його псевдонім, Мартін ван Меле, є поєднанням дівочого прізвища його матері та прізвища батька. В Мартіна був брат, який помер у 4-річному віці. Родина жила в Булонь-сюр-Сен до 1876 року. Потім переїхала до Парижа. У 1886 році вони переїхали до Женеви, Швейцарія, де батько дістав посаду професора в «Ecole des Arts Industriels». Луї Альфред Марте помер у Женеві 22 квітня 1903 року.
Моріс одружився з Марі Франсуазою Жене 19 лютого 1889 року в Парижі; дітей у пари не було. Під час шлюбу вони жили за різними адресами в Парижі, перш ніж у 1904 році переїхали у великий будинок у Варенн-Жарсі. Там до них поселилася бабуся Мартіна. У віці 19 років, 1882 року, Мартін представив свої роботи на виставці «Salon de la Societe des Artistes François» 1882 року, разом з роботами батька та інших художників. На початку своєї кар'єри він працював ілюстратором для різних періодичних видань: «Magasin Pittoresque», «Revue Illustre», «Monde Illustre», «Petit Francais Illustre» та «Vie Parisienne». Ілюстрації варіювалися від простих лінійних малюнків до дуже деталізованих зображень. Також він написав і проілюстрував принаймні три матеріали для «Le Magasin Pittoresque». Наприкінці 1890-х років почав малювати еротику. Мартіна в 1901 році найняв книговидавець Чарльз Керрінгтон, і вони співпрацювали до 1907 року, коли Керрінгтона вигнали з Франції. Він і далі працював з видавництвами Roberts et Dardaillon і Jules Chevrel приблизно до 1920 року, а потім з видавцем Жаном Фортом.
Він помер 5 вересня 1926 року у віці 62 років, після раптової хвороби, на рік раніше своєї матері. Похований на кладовищі Варенн-Жарсі.

## Творчість
Стиль і теми творів Меле схожі на зображення Фелісьєна Ропса, чиїм учнем Меле, можливо, і був.
Ймовірно, творчий шлях ван Меле як затребуваного ілюстратора почався з його малюнків до роману Герберта Веллса «Перші люди на Місяці» (1901). Пізніше вони вплинули на класичний науково-фантастичний німий фільм 1902 року «Подорож на Місяць», знятий Жоржем Мельєсом. Ван Маеле також проілюстрував «Таїс» (1901) Анатоля Франса. Далі Ван Меле іноді виконував ілюстрації для французьких перекладів творів про Шерлока Холмса. Але прославився Мартін ван Меле як ілюстратор еротичної літератури. Він — один із перших комерційно успішних ілюстраторів такої тематики. Серед його робіт є як реалістичні, так і гумористичні (різні об'єкти та істоти, що перетворюються на статеві органи), сатиричні (люди, чиї частини тіла замінено на пеніси; люди з перебільшеними статевими органами) та цинічні (відьомські шабаші, сцени садизму, зґвалтувань, педофілії, зоофілії).
Свої ранні роботи часто підписував просто «Мартін», потім — стилізованою монограмою його ініціалів (MVM). Крім того, пізніше він використовував псевдонім «Ван Тройзем».
Мартін ван Мале помер на піку своєї творчої майстерності, лишивши декілька ілюстрацій незавершеними. Він справив вплив на Франца фон Байроса. Увага до творчості ван Меле поновилася в 1970-ті, в часи сексуальної революції.

## Галерея

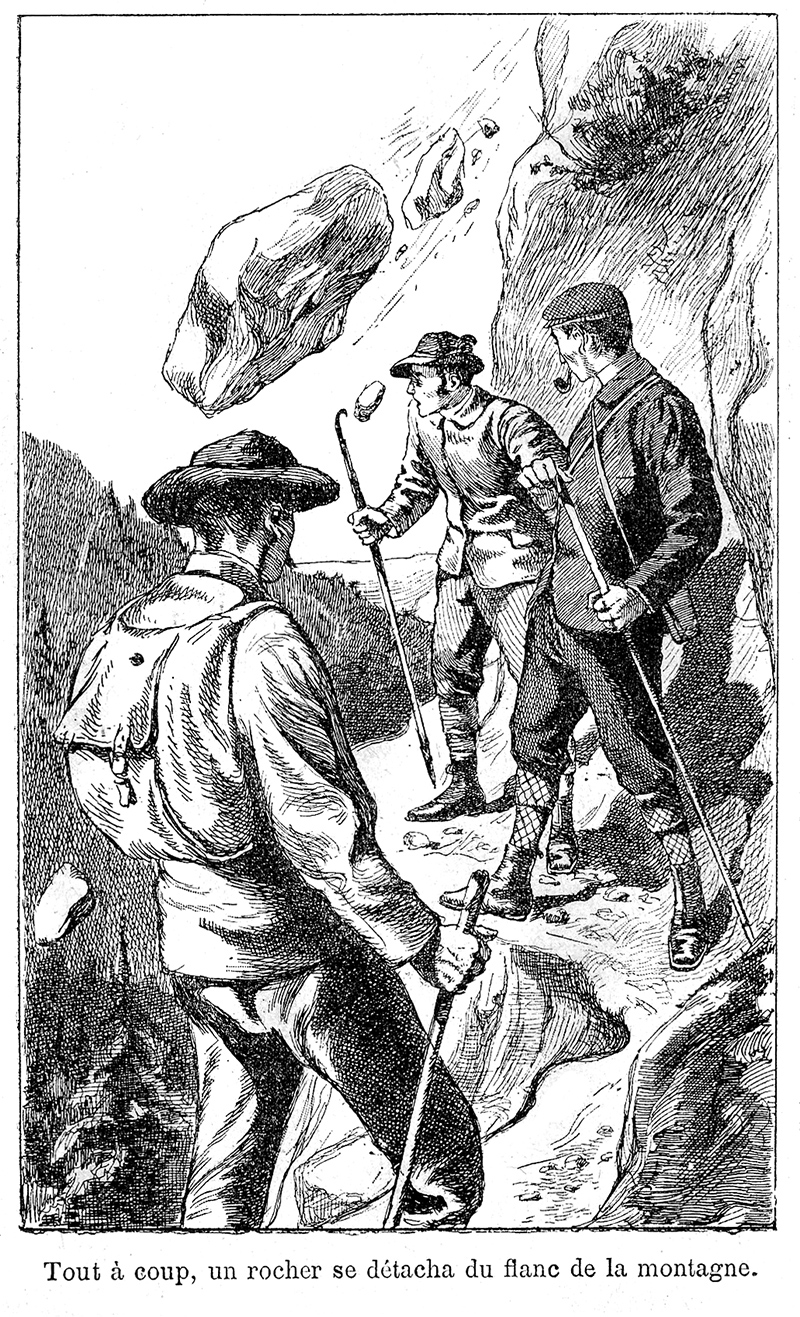
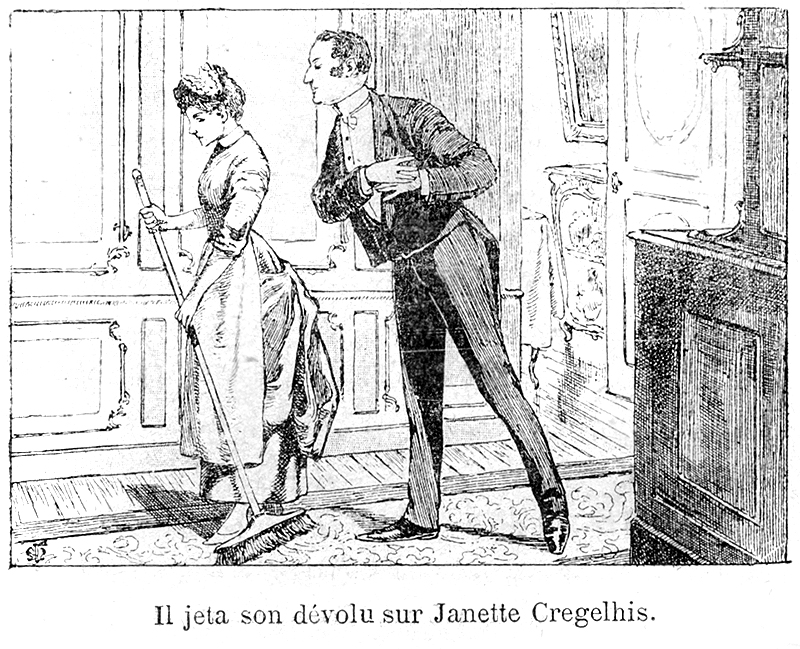
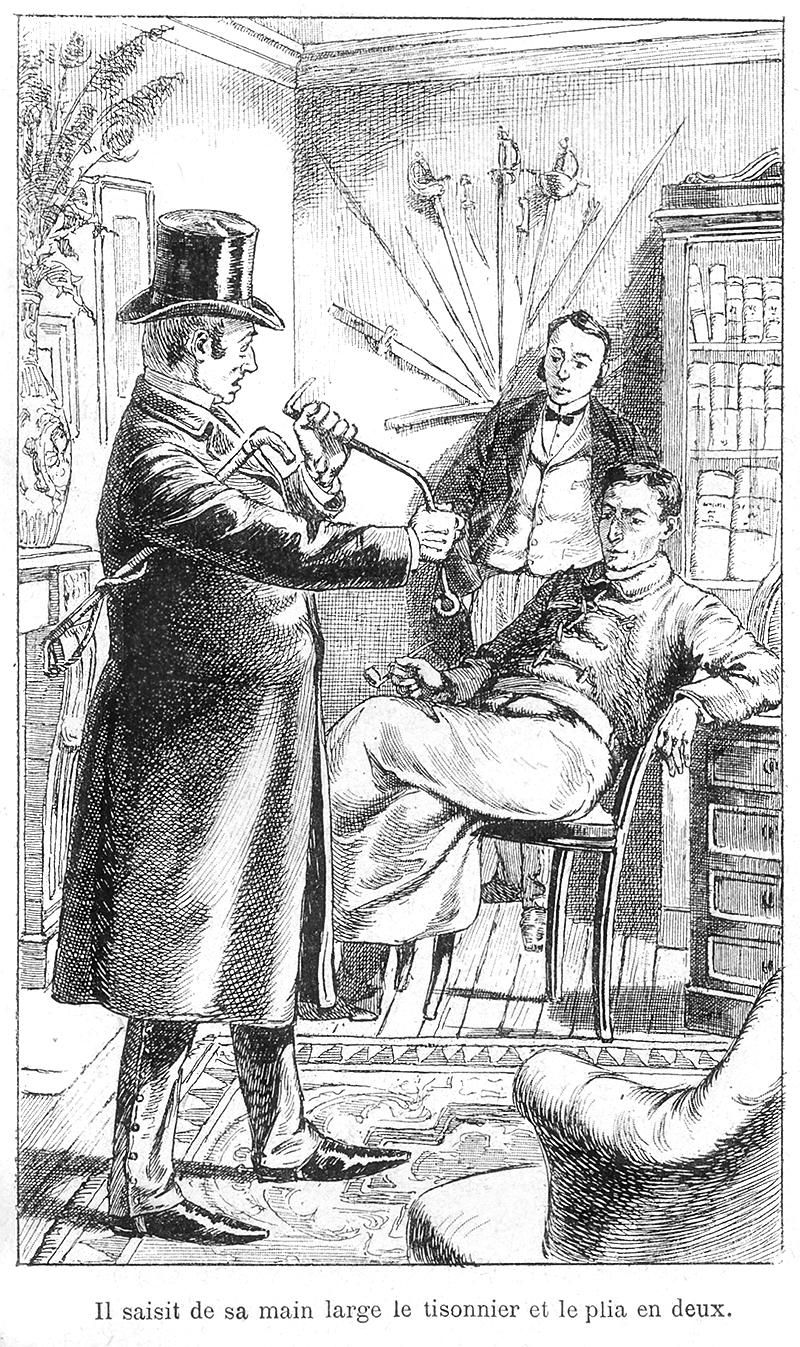
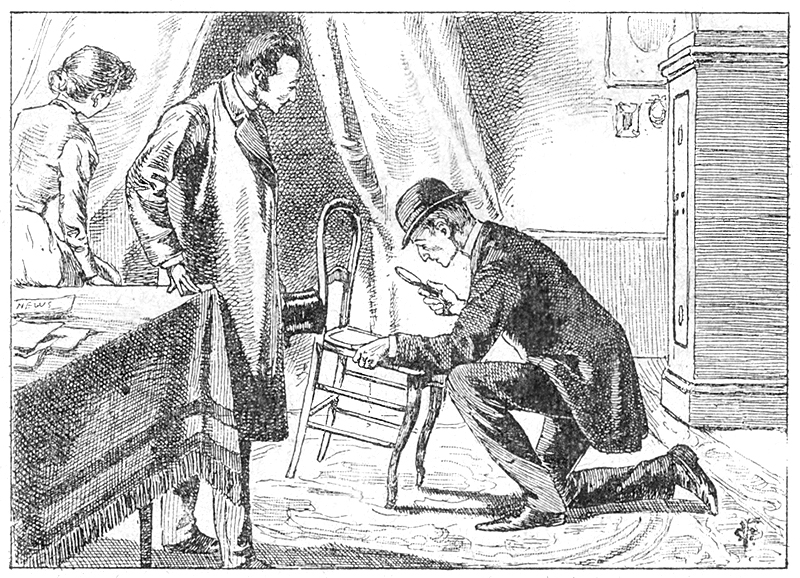
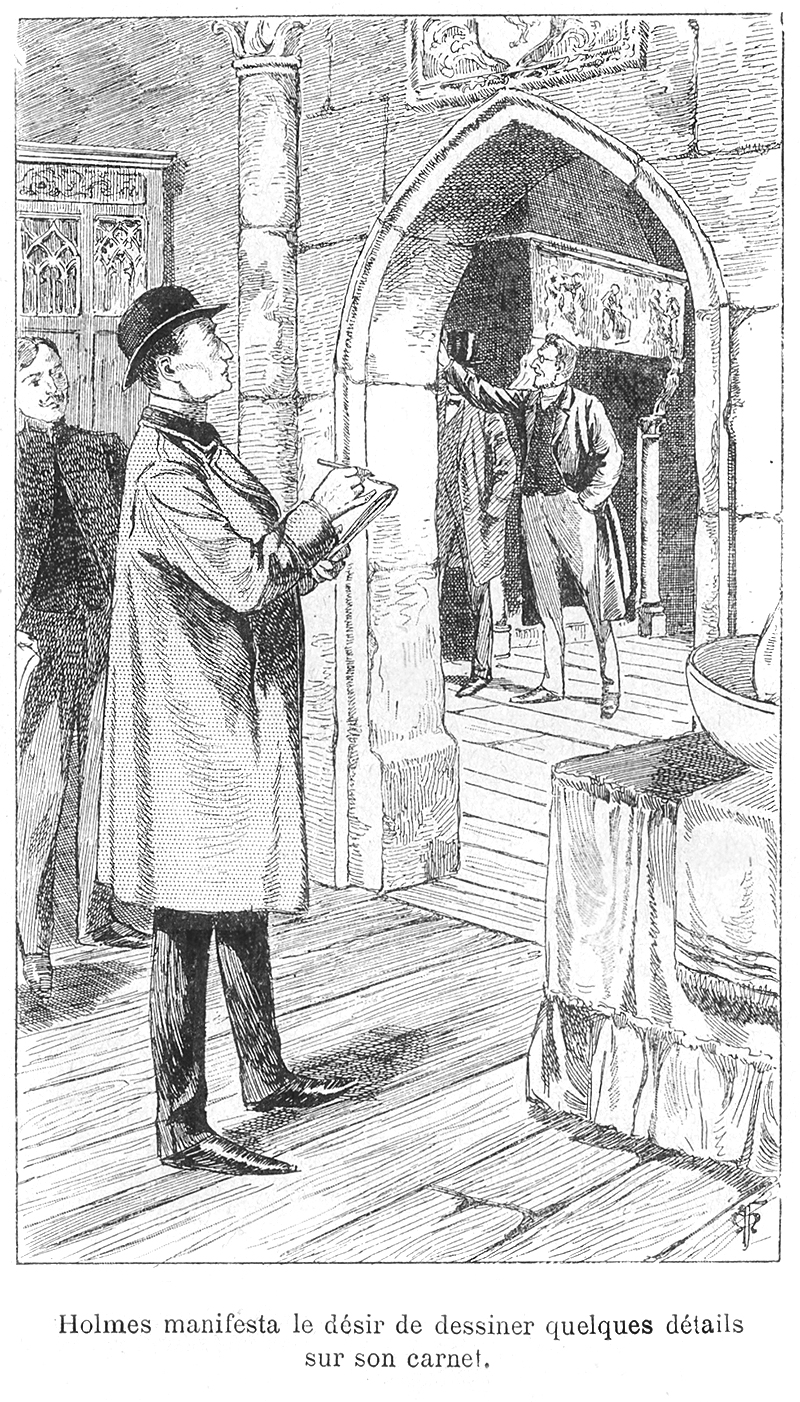
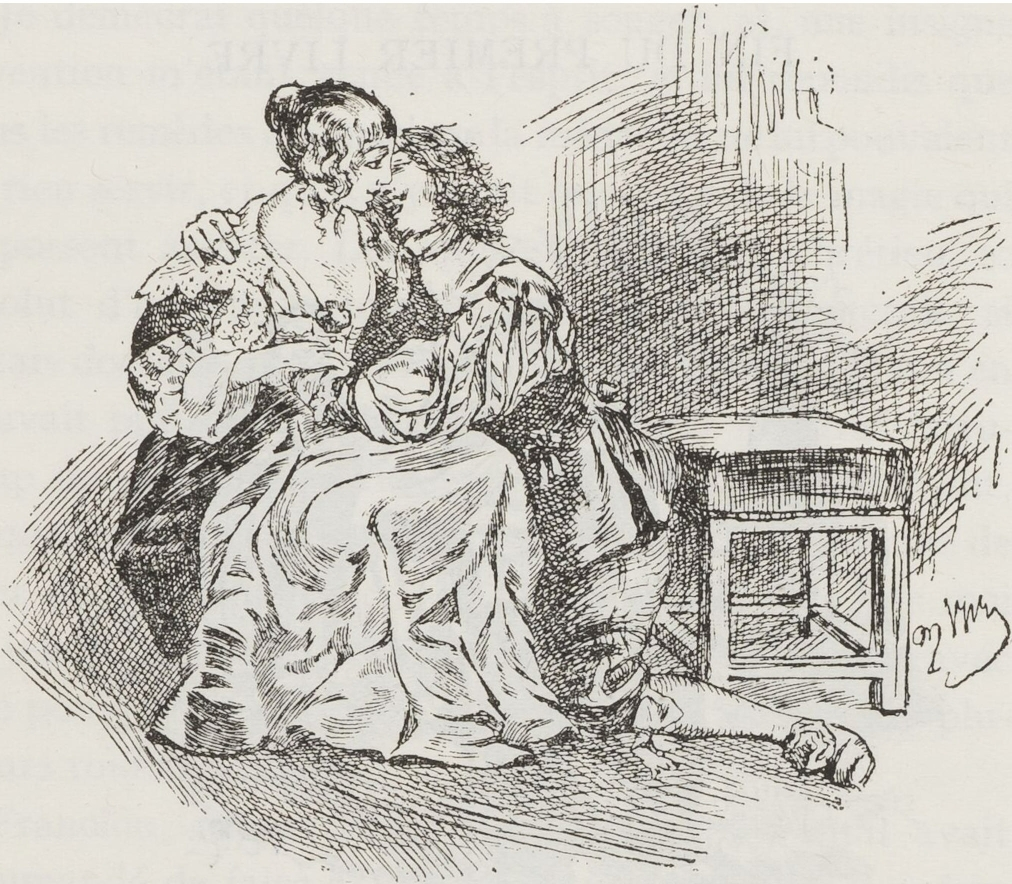
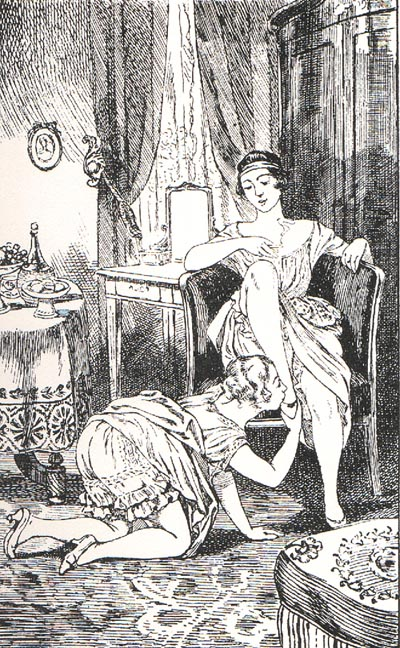
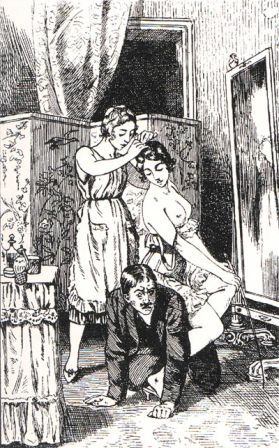
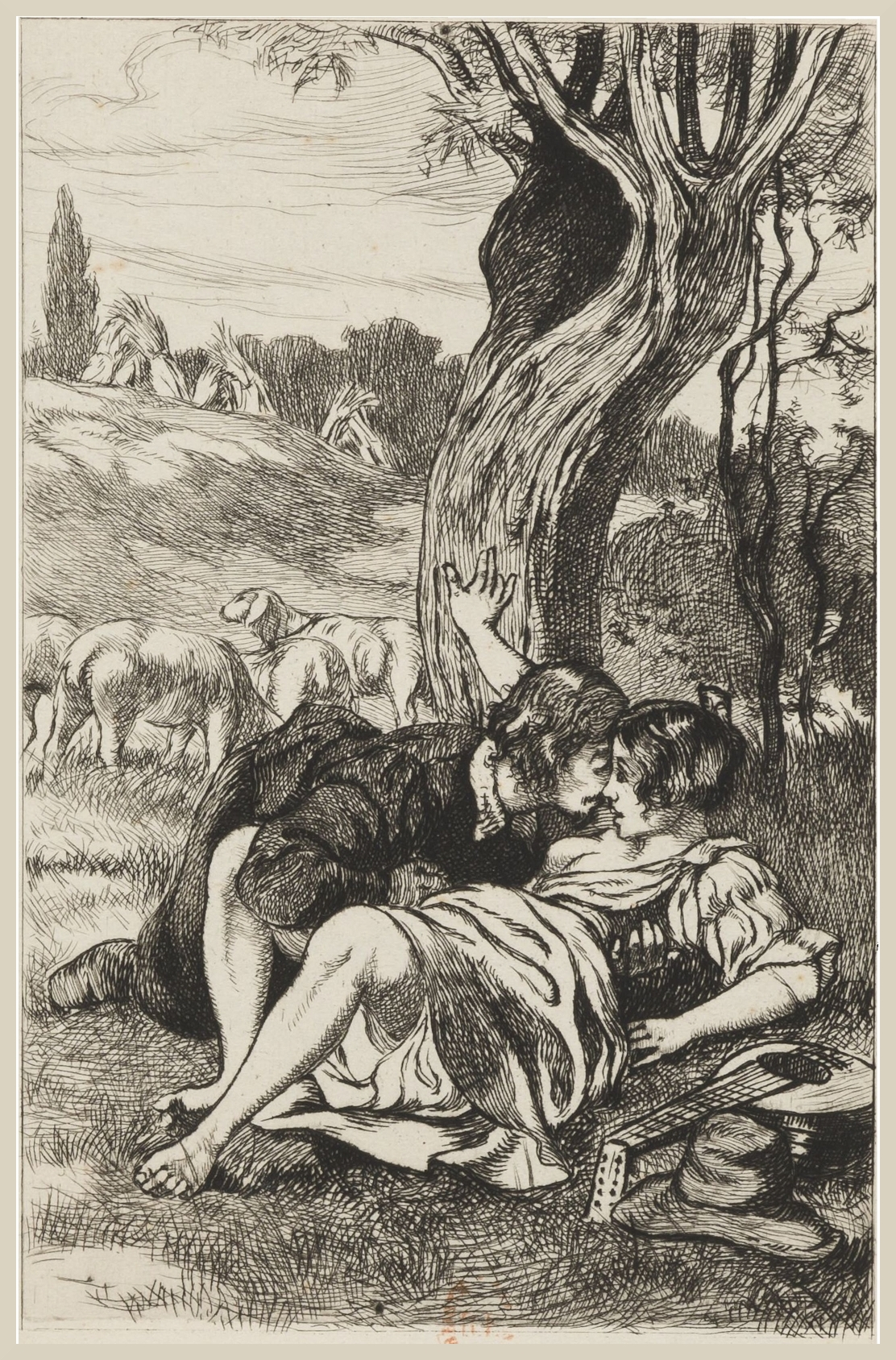
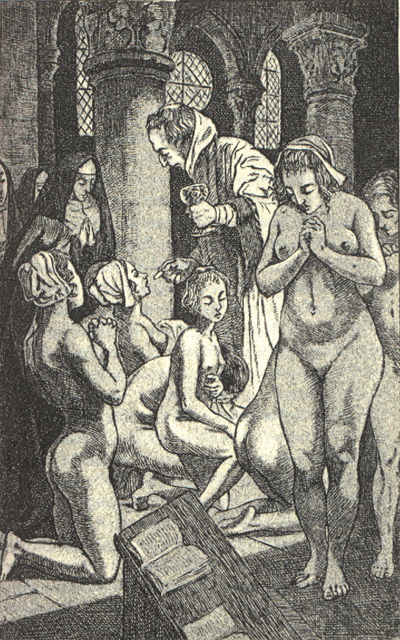
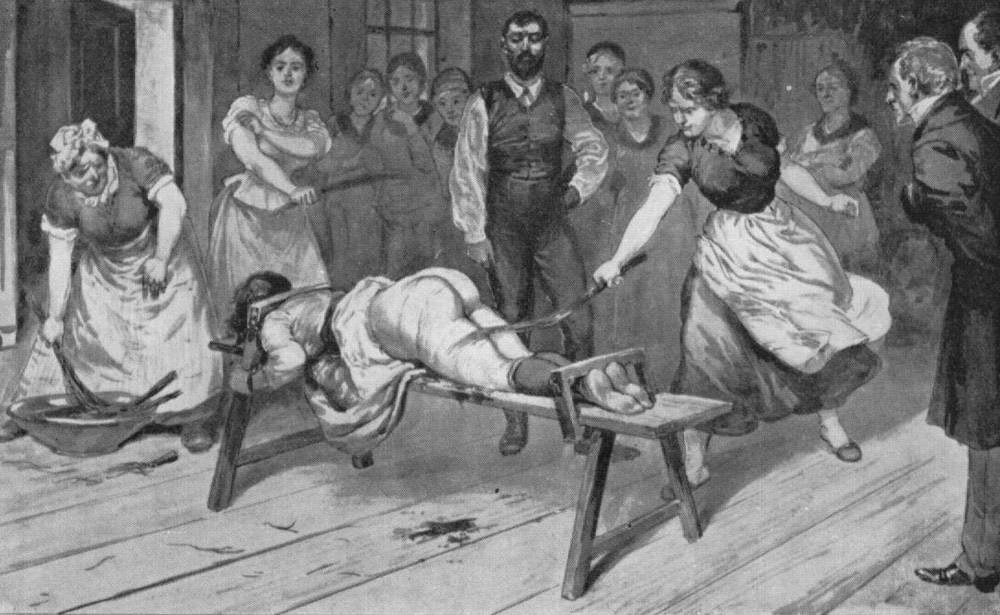